# هری سیلایندر
هری سیلایندر (انگلیسی: Harry Siljander؛ ۱۰ دسامبر ۱۹۲۲ – ۵ مه ۲۰۱۰ (aged 87)) بوکسور اهل فنلاند بود.